# Polaruschakovinae
Los polaruschakivineos (Polaruschakovinae) son una de las subfamilias de anélidos poliquetos perteneciente a la familia Polynoidae.

## Géneros
- Diplaconotum Loshamn, 1981
- Polaruschakov Pettibone, 1976